# یا همین حالا یا هیچ‌وقت
یا همین حالا یا هیچ‌وقت (انگلیسی: Now or Never) یک فیلم کوتاه کمدی به کارگردانی هال روچ و فرد سی. نیومیر است که در سال ۱۹۲۱ منتشر شد. نسخه‌ای از این فیلم در بایگانی موزه جرج ایستمن موجود است.

## بازیگران
- هارولد لوید
- میلدرد دیویس
- نوآ یانگ
- سمی بروکس
- ویلیام گیلسپی
- گیلورد لوید
- والاس هاو
- چارلز استیونسون
- ارل موهان